# Galley Slave - Il robot che leggeva le bozze
Galley Slave - Il robot che leggeva le bozze  è un'antologia italiana di racconti di fantascienza di Isaac Asimov, edita dalla Arnoldo Mondadori Editore nel 1992. Contiene tre racconti:
- Introduzione di Giuseppe Lippi
- Il robot che leggeva le bozze (Galley Slave, 1957), noto anche come Il correttore di bozze
- …Che tu ne prenda cura (That Thou Art Mindful of Him, 1974)
- Il fedele amico dell'uomo (A Boy's Best Friend, 1975)

## Edizioni
- Isaac Asimov, Galley Slave - Il robot che leggeva le bozze, Arnoldo Mondadori Editore, 1992,  pp. 189.